# C2H3NO
C2H3NO(몰 질량: 57.051 g/mol)는 다음 물질의 분자식이다.
- 아이소사이안화 메틸
- 글리콜로니트릴(Glycolonitrile)

| Disambiguation icon | 이 문서는 명칭이 같고 같은 종류에 속하는 여러 대상을 연결하는 색인 문서입니다. |